# 1648 год
1648 (ты́сяча шестьсо́т со́рок восьмо́й) год  по григорианскому календарю — високосный год, начинающийся в среду. Это 1648 год нашей эры, 8‑й год 5‑го десятилетия XVII века 2‑го тысячелетия, 9‑й год 1640‑х годов. Он закончился 377 лет назад.
| Пн | Вт | Ср | Чт | Пт | Сб | Вс |
|    |    | 1  | 2  | 3  | 4  | 5  |
| 6  | 7  | 8  | 9  | 10 | 11 | 12 |
| 13 | 14 | 15 | 16 | 17 | 18 | 19 |
| 20 | 21 | 22 | 23 | 24 | 25 | 26 |
| 27 | 28 | 29 | 30 | 31 |    |    |

| Пн | Вт | Ср | Чт | Пт | Сб | Вс |
|    |    |    |    |    | 1  | 2  |
| 3  | 4  | 5  | 6  | 7  | 8  | 9  |
| 10 | 11 | 12 | 13 | 14 | 15 | 16 |
| 17 | 18 | 19 | 20 | 21 | 22 | 23 |
| 24 | 25 | 26 | 27 | 28 | 29 |    |

| Пн | Вт | Ср | Чт | Пт | Сб | Вс |
|    |    |    |    |    |    | 1  |
| 2  | 3  | 4  | 5  | 6  | 7  | 8  |
| 9  | 10 | 11 | 12 | 13 | 14 | 15 |
| 16 | 17 | 18 | 19 | 20 | 21 | 22 |
| 23 | 24 | 25 | 26 | 27 | 28 | 29 |
| 30 | 31 |    |    |    |    |    |

| Пн | Вт | Ср | Чт | Пт | Сб | Вс |
|    |    | 1  | 2  | 3  | 4  | 5  |
| 6  | 7  | 8  | 9  | 10 | 11 | 12 |
| 13 | 14 | 15 | 16 | 17 | 18 | 19 |
| 20 | 21 | 22 | 23 | 24 | 25 | 26 |
| 27 | 28 | 29 | 30 |    |    |    |

| Пн | Вт | Ср | Чт | Пт | Сб | Вс |
|    |    |    |    | 1  | 2  | 3  |
| 4  | 5  | 6  | 7  | 8  | 9  | 10 |
| 11 | 12 | 13 | 14 | 15 | 16 | 17 |
| 18 | 19 | 20 | 21 | 22 | 23 | 24 |
| 25 | 26 | 27 | 28 | 29 | 30 | 31 |

| Пн | Вт | Ср | Чт | Пт | Сб | Вс |
| 1  | 2  | 3  | 4  | 5  | 6  | 7  |
| 8  | 9  | 10 | 11 | 12 | 13 | 14 |
| 15 | 16 | 17 | 18 | 19 | 20 | 21 |
| 22 | 23 | 24 | 25 | 26 | 27 | 28 |
| 29 | 30 |    |    |    |    |    |

| Пн | Вт | Ср | Чт | Пт | Сб | Вс |
|    |    | 1  | 2  | 3  | 4  | 5  |
| 6  | 7  | 8  | 9  | 10 | 11 | 12 |
| 13 | 14 | 15 | 16 | 17 | 18 | 19 |
| 20 | 21 | 22 | 23 | 24 | 25 | 26 |
| 27 | 28 | 29 | 30 | 31 |    |    |

| Пн | Вт | Ср | Чт | Пт | Сб | Вс |
|    |    |    |    |    | 1  | 2  |
| 3  | 4  | 5  | 6  | 7  | 8  | 9  |
| 10 | 11 | 12 | 13 | 14 | 15 | 16 |
| 17 | 18 | 19 | 20 | 21 | 22 | 23 |
| 24 | 25 | 26 | 27 | 28 | 29 | 30 |
| 31 |    |    |    |    |    |    |

| Пн | Вт | Ср | Чт | Пт | Сб | Вс |
|    | 1  | 2  | 3  | 4  | 5  | 6  |
| 7  | 8  | 9  | 10 | 11 | 12 | 13 |
| 14 | 15 | 16 | 17 | 18 | 19 | 20 |
| 21 | 22 | 23 | 24 | 25 | 26 | 27 |
| 28 | 29 | 30 |    |    |    |    |

| Пн | Вт | Ср | Чт | Пт | Сб | Вс |
|    |    |    | 1  | 2  | 3  | 4  |
| 5  | 6  | 7  | 8  | 9  | 10 | 11 |
| 12 | 13 | 14 | 15 | 16 | 17 | 18 |
| 19 | 20 | 21 | 22 | 23 | 24 | 25 |
| 26 | 27 | 28 | 29 | 30 | 31 |    |

| Пн | Вт | Ср | Чт | Пт | Сб | Вс |
|    |    |    |    |    |    | 1  |
| 2  | 3  | 4  | 5  | 6  | 7  | 8  |
| 9  | 10 | 11 | 12 | 13 | 14 | 15 |
| 16 | 17 | 18 | 19 | 20 | 21 | 22 |
| 23 | 24 | 25 | 26 | 27 | 28 | 29 |
| 30 |    |    |    |    |    |    |

| Пн | Вт | Ср | Чт | Пт | Сб | Вс |
|    | 1  | 2  | 3  | 4  | 5  | 6  |
| 7  | 8  | 9  | 10 | 11 | 12 | 13 |
| 14 | 15 | 16 | 17 | 18 | 19 | 20 |
| 21 | 22 | 23 | 24 | 25 | 26 | 27 |
| 28 | 29 | 30 | 31 |    |    |    |

## События
- 1601—1661 — Голландско-португальская война. Вооружённый конфликт, в котором голландские Ост-Индская и Вест-Индская компании воевали по всему миру против Португальской империи[1].
  - 19 апреля — первая битва у холмов Гуарарапис. Сражение между голландцами и португальцами в Пернамбуку за контроль над побережьем Бразилии (см. 1649 год)[2].
- 1618—1648 — закончилась Тридцатилетняя война в Европе. Подписан Вестфальский мирный договор[3]:
  - 30 января — согласован Мюнстерский мир. Договор между Республикой Соединённых провинций Нидерландов и Испанией. Это был поворотный договор в истории для Соединённых провинций и одно из ключевых событий нидерландской истории; с его заключением Соединённые Провинции наконец обрели независимость от Священной Римской империи. Договор был частью Вестфальского мира, который закончил Тридцатилетнюю войну и Восьмидесятилетнюю войну (Нидерландскую революцию)[4].
  - 15 мая — подписан Мюнстерский мир[4].
  - 17 мая — битва при Цусмарсхаузене[5].
  - 25 июля—1 ноября — осада Праги (последнее сражение)[6].
  - 5 октября — сражение при Дахау[7].
  - Карл X Густав на заключительном этапе войны получил звание генералиссимуса и был назначен главнокомандующим шведскими войсками в Германии[8].
  - 24 октября — Вестфальский мир. Договор империи с Францией в Мюнстере. Окончательно подтверждена независимость Швейцарии и Нидерландов. К Нидерландам отошёл ряд городов. Шведы получили Западную Померанию, часть Восточной, Штеттин, Верден, Висмар, Бремен. Шведы возвращают Гданьск Польше, Клайпеду — Пруссии. Бранденбург получает Восточную Померанию, графство Ханштейн и секуляризованные епископства Гальберштадт и Минден, а также право присоединить Магдебургское архиепископство. Франция получила Верхний и Нижний Эльзас, Зундгау и Хагенау, подтверждено владение Мецом, Тулем и Верденом. Демаркационная линия на океанах установлена между Испанией и Голландией. Война между Францией и Испанией продолжается[9].
- 1618—1683 — маньчжурское завоевание Китая. Процесс распространения власти маньчжурской империи Цин на территорию, принадлежавшую китайской империи Мин[10].
- 1621—1648 — закончился второй этап Нидерландской буржуазной революции (Восьмидесятилетняя война). Религиозно-идеологическая, политическая и социально-экономическая борьба Семнадцати провинций за независимость от испанского владычества[11].
- 1635—1659 — Франко-испанская война. Составная часть Тридцатилетней и Восьмидесятилетней войн[12]. 
  - 20 августа — битва под Лансом[13].
- 1640—1652 — Восстание в Каталонии[3].
- 1640—1668 — Война за независимость Португалии. Серия народных волнений, конфликтов и военных действий, направленных на восстановление Португалией независимости от испанской короны[14].
- 1645—1669 — Критская война. Война Османской империи с Венецианской республикой за богатое заморское владение Венеции остров Крит[15].
- 1646—1648 — Битва при Балхе. Вооружённое противостояние между коалицией Бухарского ханства и Казахского ханства с одной стороны и армией империи Великих Моголов с другой[16].

- Январь — мирный договор Голландии и Испании. Договор в Оснабрюке между Швецией, императором и протестантскими князьями.
- 5 января — премьера музыкальной драмы Giasone в Венеции.
- 6 апреля — испанская армия взяла Неаполь и жестоко расправилась с восставшими.
- 20 ноября — булла папы Иннокентия, в которой он объявлял Вестфальский мир недействительным, греховным и ничтожным. Булла даже не была опубликована в Германии.
- Прекращение волнений в Сицилии.
- Восстание в Гуандуне против цинских завоевателей. Власти в Кантоне присоединились к восстанию. Восстание в Цзянси с участием Ван Дэженя (соратника Ли Цзычэна) и даосских монахов. Восстание распространилось на Чжэцзян, где повстанцы пытались захватить Ханчжоу. В Фуцзяни повстанцы освободили всю провинцию. Ли Динго освободил значительную территорию в Хунани, Гуйчжоу, Цзянси и Гуанси.

- Португальцы отбили у голландцев Анголу и Сан-Томе.
- Начало (до 1649) походов уничтожения ирокезов против Wyandot.
- Зима, создание ойрат-калмыцкой письменности Тодо-бичиг.

### Речь Посполитая
- 1648—1654 — Освободительная война украинского и белорусского народов[17].
  - Начало освободительного движения в Белоруссии.
  - Ислям III Гирей вступил в союз с украинским гетманом Б.М. Хмельницким против Речи Посполитой, стремясь создать на северных границах Крымского ханства дружественное ему казацкое государство[18].
  - Начало года — отряды Хмельницкого заставили капитулировать польский гарнизон в Запорожской Сечи.
  - Начало года — Б.М. Хмельницкий с небольшим отрядом разгромил верный польскому королю Владиславу IV казачий Корсуньский полк, стоявший на острове Хортица[17].
  - 19 февраля — штурм Мозыря[19].
  - Март — разрастание восстания в Поднепровье.
  - Март — Бахчисарайский мирный договор между Войском Запорожским и Крымским Ханством о военно-политическом союзе Богдана Хмельницкого с крымским ханом Ислям Гераем[20].
  - Апрель — на Казацкой Раде Хмельницкий провозглашён гетманом Войска Запорожского[17].
  - 5—6 (15—16) мая — битва под Жёлтыми Водами[21]. Хмельницкий со своим соратником М. Кривоносом, при поддержке крымских татар,  полностью уничтожил авангард польской армии у урочища Жёлтые Воды (сов. город Днепропетровской обл.) под командованием С. Потоцкого и С. Чарнецкого[17].
  - И.Е. Выговский, будущий гетман Левобережной Украина (1657-1659), служивший в войске Речи Посполитой, после поражения под Жёлтыми Водами попадает в плен к крымским татарам. Выкуплен Хмельницким и занял должность генерального войскового писаря. Тайно осведомлял русское правительство о содержании внешнеполитической переписки Хмельницкого[22].
  - 15—16 (25—26) мая — разгром основных сил польского войска украинцами под Корсунью. Великий коронный гетман Н. Потоцкий попал в плен[17].
  - Май—октябрь — осада Кодака[23].
  - 6—8 июля — битва под Махновкой[24].
  - Август—сентябрь — битва за Слуцк[25].
  - 26—28 июля — битва под Староконстантиновом[26].
  - Лето — в Польше сформирована 40-тысячная армия Д.Заславского, Н.Остророга и А.Конецпольского.
  - 11—13 (21—23) сентября — войско собранное И.М. Вишневецким стоит у Пилявцы[17].
  - 23 сентября — решающее сражение под Пилявцами (Южная Волынь). Полный разгром польских войск Хмельницким.
  - Сентябрь — против литовской шляхты восстали крестьяне и мещане ряда городов ВКЛ: Гомель, Мозырь, Лоев и другие. Хмельницкий им на помощь отправил казацкие отряды[17].
  - Восставшие в Белоруссии овладели Пинском, Туровом, Мозырем, Гомелем, Бобруйском, Брестом. Польские войска захватили Пинск.
  - Конец сентября — армия Хмельницкого подошла к стенам Львова и Замостья (см. осада Львова (1648)).
  - Октябрь—ноябрь — осада Замостья[27].
  - Ноябрь — начало эпидемии чумы. Хмельницкий согласился на переговоры и распустил основную массу повстанцев.
  - Осень 1648 — март 1649 — шли первые польско-запорожские переговоры[17].
  - Декабрь — Хмельницкий занял Киев[17].

### Англия
- 1639—1653 — Война трёх королевств. Серия взаимосвязанных конфликтов в Англии, Шотландии и Ирландии, когда эти страны считались отдельными королевствами под личной унией Карла I[28].
- 1641—1653 — Одиннадцатилетняя война (Война Ирландской конфедерации). Военный конфликт, происходивший в Ирландии, который начался с Ирландского восстания[29].
- Карл I бежал из парламентского плена на остров Уайт.
- Апрель — совещание руководителей армии в Виндзоре. Карл признан преступником.
- Весна — начало второй гражданской войны. Военные действия на юго-востоке, западе и севере. Армия Кромвеля подавила мятеж пресвитериан на юго-востоке и реакционного джентри на западе и двинулась против шотландской армии Гамильтона.
- Июль — взятие замка Пембрук (Уэльс).
- Август — взятие крепости Колчестер. Лильберн выпущен из тюрьмы.
- 17 августа — Кромвель атаковал на марше армию шотландцев и полностью разгромил её при Престоне[30].
- 19 августа — победа Кромвеля при Уоррингтоне.
- Конец августа — окончание военных действий. Парламент возобновил переговоры с Карлом.
- 2 декабря — парламентская армия вступила в Лондон. Её посланцы захватили Карла и перевезли его в замок на скале Херст.
- 6 декабря — «Прайдова чистка» английской палаты общин[31]. Около 150 пресвитериан изгнано из английского парламента.
- 23 декабря — постановление о суде над королём.
- После победы парламентских вооружённых сил над шотландцами около Престона и прекращения роялистских восстаний закончилась Английская гражданская война.

### Франция
- 1648—1653 — начало Фронды во Франции[3].
- Парижский парламент выдвинул программу реформ, ограничивавшую абсолютизм. Мазарини арестовал двух лидеров парламента.
- 26—27 августа — восстание в Париже. За одну ночь возникло 1200 баррикад. Правительство освободило арестованных и издало декларацию, удовлетворяющую большую часть требований.
- Ноябрь — двор и правительство бежали из Парижа в Рюэль. Мазарини отрекся от своих обещаний.
- Декабрь — королевские войска осадили Париж. Волнения в Гиени, Нормандии, Пуату.

## Начало правления
См. также: Список глав государств в 1648 году
- 1648—1670 — король Дании и Норвегии Фредерик III[32].
- 1648, лето — 1668 — король Польши Ян II Казимир.
- Мехмед IV — султан Турции, сын Ибрагима и Турхан.

## Родились
См. также: Категория:Родившиеся в 1648 году
- 26 апреля — Педру II, с 1667 до 1683 регент и с 1683 до смерти король Португалии из династии Браганса (ум. в 1706).
- 2 июля — Арп Шнитгер, один из самых известных органных мастеров своего времени (ум. в 1719).
- 9 августа — Иоганн Михаэль Бах, немецкий композитор (ум. 1694).
- 6 сентября — Иоганн Шелле, немецкий композитор барокко (ум. в 1701).
- 20 декабря — Томмазо Чева, итальянский математик и поэт (ум. в 1736).

## Скончались
См. также: Категория:Умершие в 1648 году
- 28 февраля — Кристиан IV, король Дании и Норвегии с 1588.
- 13 апреля — Мартин Фабер, архитектор, художник, картограф, член муниципалитета города Эмдена в восточной Фрисландии (род. 1587).
- 17 мая — Петер Меландер фон Хольцаппель, императорский полководец в Тридцатилетней войне (род. 1585).
- 26 мая — Вансан Вуатюр, французский поэт и писатель (род. 1597).
- 12 августа — Ибрагим I, султан Османской империи в 1640—1648.
- 1 сентября — Марен Мерсен, французский математик и теолог (род. 1588).
- 15 сентября — Афанасий Брестский, преподобномученик Русской церкви.
- Середина ноября — Максим Кривонос, герой национально-освободительного движения на Украине 1648—1654 гг., сподвижник Б. Хмельницкого.